# Liste der 999 Frauen des Heritage Floor/Brigida von Kildare
Diese Liste beschreibt das Gedeck für Brigida von Kildare auf dem Tisch der Kunstinstallation The Dinner Party von Judy Chicago. Sie ist Teil der Liste der 999 Frauen des Heritage Floor, die den jeweiligen Gedecken auf dem Tisch zugeordnet sind. Die Namen der 999 Frauen befinden sich auf den Kacheln des Heritage Floor, der unterhalb des Tisches angeordnet, zur Kunstinstallation gehört.

## Beschreibung
Die Installation besteht aus einem dreiseitigen Tisch, an dem jeweils 13 historische oder mythologische Persönlichkeiten, somit insgesamt 39 Personen, von der Urgeschichte bis zur Frauenrechtsbewegung Platz finden. Diesen Personen wurde am Tisch jeweils ein Gedeck bestehend aus einem individuell gestalteten Tischläufer, einem individuell gestalteten Teller sowie einem Kelch, Messer, Gabel, Löffel und einer Serviette zugeordnet. Die erste Seite des Tisches widmet sich der Urgeschichte bis zur Römischen Kaiserzeit, die zweite der Christianisierung bis zur Reformation und die dritte von der Amerikanischen Revolution bis zur Frauenbewegung. Jedem Gedeck auf dem Tisch sind weitere Persönlichkeiten zugeordnet, die auf den Fliesen des Heritage Floor, der den Raum unter dem Tisch und die Mitte des Raumes zwischen den Seiten des Tisches einnimmt, einen Eintrag erhalten haben. Diese Liste erfasst die Persönlichkeiten, die dem Gedeck von Brigida von Kildare zugeordnet sind. Ihr Platz befindet sich an der zweiten Tischseite.

### Hinweise
Zusätzlich zu den Namen wie sie in der deutschen Transkription oder im wissenschaftlichen Sprachgebrauch benutzt werden, wird in der Liste die Schreibweise aufgeführt, die von Judy Chicago auf den Kacheln gewählt wurde.
Die Angaben zu den Frauen, die noch keinen Artikel in der deutschsprachigen Wikipedia haben, sind durch die unter Bemerkungen angeführten Einzelnachweise referenziert. Sollten einzelne Angaben in der Tabelle nicht über die Hauptartikel referenziert sein, so sind an der entsprechenden Stelle zusätzliche Einzelnachweise angegeben. Bei Abweichungen zwischen belegten Angaben in Wikipedia-Artikeln und den Beschreibungen des Kunstwerks auf der Seite des Brooklyn Museums wird darauf zusätzlich unter Bemerkungen hingewiesen.

### Gedeck für Brigida von Kildare

Glasmalerei der St. Joseph Catholic Church in Macon, Georgia.

Brigida von Kildare wurde um 451 in Faughart bei Dundalk als Tochter von König Dubhthach von Leinster und Brocca, einer christlichen Piktin, geboren. Ihre Mutter war von Patrick von Irland getauft worden. Durch ihre Freigiebigkeit und Hilfsbereitschaft gegenüber Armen und Kranken soll Brigida ihren Vater verärgert haben und ist in ein Kloster eingetreten. Das Doppelkloster von Kildare, welches auch zur Gründung der Stadt Kildare führte, wurde von ihr im Jahr 470 gegründet. Sie starb am 1. Februar 523 in Kildare. Der 1. Februar wurde zu ihrem Gedenktag ernannt und Brigida ist zur irischen Heiligen ernannt worden.
Auch wenn frühe Berichte über Brigida legendenhaft geschrieben sind, halten die meisten Historiker sie für eine historische Persönlichkeit. Manche jedoch vermuten hinter ihr die Umwandlung der keltischen Göttin Brigid in eine christliche Heilige.
Auf dem Teller ihres Gedeckes wird Brigida als Flamme dargestellt. Diese Flamme umgibt auch das keltische Kreuz auf der Rückseite des Tischläufers, ebenso wie die Initiale „S“ auf der Vorderseite. In einer frühen Zeichnung für das Gedeck bezeichnete Chicago sie als „Göttin der Milch und des Feuers“. Die Flamme steht für die wörtliche Übersetzung ihres keltischen Namens, welcher „feuriger Pfeil“ bedeutet. Auf dem Teller ist die Flamme in abstrakter Form dargestellt, im Zentrum mit blauen und orangen Zungen, die nach außen in grün-gelbe Formen übergehen. Im unteren Bereich finden sich Zungen in einem kräftigen Orange, was gleichzeitig den Eindruck einer Blume entstehen lässt, die jedoch durch die Flammen nicht angegriffen wird. Die Überlagerung der Bilder soll darauf schließen lassen, dass die christliche Heilige Brigida aus der heidnischen und keltischen Göttin Brigid hervorgegangen ist.
Der Tischläufer trägt auf der Vorderseite eine Bordüre mit einer Holztafel, die mit einem keltischen Knotenmotiv gestaltet ist. Auf der Rückseite befindet sich ein stilisiertes christliches Holzkreuz, das auf einem Muiredach-Kreuz, einem Symbol des irischen Christentums, basiert. Die Holzelemente sind aus Eiche hergestellt. Die Eiche soll an das erste von Brigida gegründete Kloster Kildare oder „die Kirche der Eiche“ erinnern.
| Name                   | Schreibweise auf der Kachel | Geburtsdatum  | kulturräumliche Zuordnung     | Bemerkungen | Bild |
| ---------------------- | --------------------------- | ------------- | ----------------------------- | --- | ---- |
| Basena von Thüringen   | Basine                      | vor 466       | Spätantike, Fränkisches Reich | Als Gattin des merowingischen Königs Childerich I. Königin der Franken. |      |
| Brigh Brigaid          | Brigh Brigaid               | 50            | Alt Irland                    | Amtierte als Brithem in Irland, wird im Senchus Mór erwähnt. |      |
| Cambra                 | Cambra                      | N/A           | Britannien                    | In der britischen Legende war Cambra die Tochter von Belinus dem Großen, einem legendären König der Briten, und verheiratet mit Antenor, dem zweiten König der Cimmerier. Die Cimmerier änderten den Namen ihres Stammes in Sugambrer zu Ehren von Cambra. Cambras Sohn von Antenor, Priamus der Jüngere, trat die Nachfolge seines Vaters an, als er 26 Jahre alt war.                                                          |      |
| Eugenia von Rom        | Eugenia                     | um 180        | Römische Kaiserzeit           | Märtyrin. Sie wird in der katholischen und orthodoxen Kirche als Heilige verehrt. Ihr griechischer Name bedeutet übersetzt „Edelgeborene“. |      |
| Genoveva von Paris     | Genevieve                   | um 422        | Spätantike, Paris             | Geweihte Jungfrau und Heilige. Sie ist die Schutzpatronin von Paris. |      |
| Lucia von Syrakus      | Lucy                        | 283           | Spätantike                    | Frühchristliche geweihte Jungfrau und Märtyrin. |      |
| Martia                 | Martia Proba                | 4. Jh. v. Ch. | Britannien                    | Der Legende nach Königin der Inselkelten. |      |
| Maximilla              | Maximilla                   | 2. Jh.        | Römische Kaiserzeit           | Eine der Gründerinnen und Prophetinnen des Montanismus, einer frühchristlichen Bewegung. |      |
| Scholastika von Nursia | Scholastica                 | um 480        | Spätantike                    | Geweihte Jungfrau und Schwester des heiligen Benedikt von Nursia. Sie wird als erste Benediktinerin betrachtet. |      |
| Sylvia von Aquitanien  | Sylvia                      | 4. Jh.        | Spätantike, Aquitanien        | Beim Auffinden der Quelle im 19. Jahrhundert als Verfasserin eines der ersten Berichte von einer Pilgerreise ins Heilige Land identifiziert, soll sie die Schwester von Rufinus, dem Premierminister des Ostreichs unter Theodosius und Arcadius gewesen sein. 1903 konnte gezeigt werden, dass die Verfasserin eine spätantike Autorin aus Nordspanien oder Gallien gewesen sein muss, so dass Silvia weitestgehend fiktiv ist. |      |
| Thekla von Ikonium     | Thecla                      | 2. Jh.        | Römische Kaiserzeit, Ikonium  | Vornehme Jungfrau aus Ikonium, die den Paulusakten zufolge eine Schülerin des Apostels Paulus war. |      |

Einzelnachweise
1. ↑  Brooklyn Museum: Saint Bridget. In: brooklynmuseum.org. Abgerufen am 19. Oktober 2019.
2. ↑  John Lewis, The history of Great-Britain : from the first inhabitants thereof, 'till the death of Cadwalader, last king of the Britains. Printed for F. Gyles, Mess. Woodman and Lyon, and C. Davis, London, 1729